# Gran Premio di Turchia 2010
Il Gran Premio di Turchia 2010 è stata la settima prova della stagione 2010 del Campionato mondiale di Formula 1. Si è corsa domenica 30 maggio 2010 sul circuito di Istanbul Park a Istanbul ed è stata vinta da Lewis Hamilton su McLaren-Mercedes, al suo dodicesimo successo nel mondiale. Hamilton ha preceduto sul traguardo il suo compagno di squadra Jenson Button e Mark Webber su RBR-Renault.

## Vigilia

### Aspetti tecnici
La Bridgestone, fornitore unico degli pneumatici, annuncia per questa gara gomme morbide e dure. Da questo gran premio la Virgin Racing mette a disposizione anche di Lucas Di Grassi una vettura con il telaio modificato per ospitare un serbatoio più capiente.
La Force India e la Red Bull presentano la loro versione del cosiddetto condotto F-duct anche se poi il team anglo-austriaco decide di non usarlo nelle qualifiche e in gara.

### Aspetti sportivi
L'ex pilota britannico Johnny Herbert è indicato quale componente della commissione della FIA per il gran premio. Herbert aveva già svolto tale funzione nel Gran Premio della Malesia.
Per la Ferrari è l'800º Gran Premio, valido per il mondiale, a cui partecipa. Per festeggiare l'evento sull'ala motore della vettura appare un logo celebrativo.

## Prove
Nella prima sessione del venerdì, si è avuta questa situazione:
| Pos | Nº | Pilota             | Squadra-Motore   | Tempo    | Gap   | Giri |
| --- | -- | ------------------ | ---------------- | -------- | ----- | ---- |
| 1   | 2  | Lewis Hamilton     | McLaren-Mercedes | 1'28"653 |       | 20   |
| 2   | 1  | Jenson Button      | McLaren-Mercedes | 1'29"615 | 0"962 | 21   |
| 3   | 3  | Michael Schumacher | Mercedes GP      | 1'29"750 | 1"097 | 24   |

Nella seconda sessione del venerdì, si è avuta questa situazione:
| Pos | Nº | Pilota           | Squadra-Motore   | Tempo    | Gap   | Giri |
| --- | -- | ---------------- | ---------------- | -------- | ----- | ---- |
| 1   | 1  | Jenson Button    | McLaren-Mercedes | 1'28"280 |       | 30   |
| 2   | 6  | Mark Webber      | RBR-Renault      | 1'28"378 | 0"098 | 24   |
| 3   | 5  | Sebastian Vettel | RBR-Renault      | 1'28"590 | 0"310 | 27   |

Nella sessione del sabato mattina, si è avuta questa situazione:
| Pos | N | Pilota           | Squadra-Motore   | Tempo    | Gap   | Giri |
| --- | - | ---------------- | ---------------- | -------- | ----- | ---- |
| 1   | 5 | Sebastian Vettel | RBR-Renault      | 1:27.086 |       | 18   |
| 2   | 4 | Nico Rosberg     | Mercedes GP      | 1:27.359 | 0"273 | 16   |
| 3   | 2 | Lewis Hamilton   | McLaren-Mercedes | 1:27.396 | 0"310 | 14   |

Sakon Yamamoto ha sostituito Bruno Senna nelle prime prove libere del venerdì all'HRT.

## Qualifiche
Nella sessione di qualifica si è avuta questa situazione:
| Pos | Nº | Pilota             | Costruttore          | Q1       | Q2       | Q3       | Griglia |
| --- | -- | ------------------ | -------------------- | -------- | -------- | -------- | ------- |
| 1   | 6  | Mark Webber        | RBR-Renault          | 1'27"500 | 1'26"818 | 1'26"295 | 1       |
| 2   | 2  | Lewis Hamilton     | McLaren-Mercedes     | 1'27"667 | 1'27"013 | 1'26"433 | 2       |
| 3   | 5  | Sebastian Vettel   | RBR-Renault          | 1'27"067 | 1'26"729 | 1'26"760 | 3       |
| 4   | 1  | Jenson Button      | McLaren-Mercedes     | 1'27"555 | 1'27"277 | 1'26"781 | 4       |
| 5   | 3  | Michael Schumacher | Mercedes GP          | 1'27"756 | 1'27"438 | 1'26"857 | 5       |
| 6   | 4  | Nico Rosberg       | Mercedes GP          | 1'27"649 | 1'27"141 | 1'26"952 | 6       |
| 7   | 11 | Robert Kubica      | Renault              | 1'27"766 | 1'27"426 | 1'27"039 | 7       |
| 8   | 7  | Felipe Massa       | Ferrari              | 1'27"993 | 1'27"200 | 1'27"082 | 8       |
| 9   | 12 | Vitalij Petrov     | Renault              | 1'27"620 | 1'27"387 | 1'27"430 | 9       |
| 10  | 23 | Kamui Kobayashi    | BMW Sauber-Ferrari   | 1'28"158 | 1'27"434 | 1'28"122 | 10      |
| 11  | 14 | Adrian Sutil       | Force India-Mercedes | 1'27"951 | 1'27"525 | N.D.     | 11      |
| 12  | 8  | Fernando Alonso    | Ferrari              | 1'27"857 | 1'27"612 | N.D.     | 12      |
| 13  | 22 | Pedro de la Rosa   | BMW Sauber-Ferrari   | 1'28"147 | 1'27"879 | N.D.     | 13      |
| 14  | 16 | Sébastien Buemi    | STR-Ferrari          | 1'28"534 | 1'28"273 | N.D.     | 14      |
| 15  | 9  | Rubens Barrichello | Williams-Cosworth    | 1'28"336 | 1'28"392 | N.D.     | 15      |
| 16  | 17 | Jaime Alguersuari  | STR-Ferrari          | 1'28"460 | 1'28"540 | N.D.     | 16      |
| 17  | 10 | Nicolas Hülkenberg | Williams-Cosworth    | 1'28"227 | 1'28"841 | N.D.     | 17      |
| 18  | 15 | Vitantonio Liuzzi  | Force India-Mercedes | 1'28"958 | N.D.     | N.D.     | 18      |
| 19  | 18 | Jarno Trulli       | Lotus-Cosworth       | 1'30"237 | N.D.     | N.D.     | 19      |
| 20  | 19 | Heikki Kovalainen  | Lotus-Cosworth       | 1'30"519 | N.D.     | N.D.     | 20      |
| 21  | 24 | Timo Glock         | Virgin-Cosworth      | 1'30"744 | N.D.     | N.D.     | 21      |
| 22  | 21 | Bruno Senna        | HRT-Cosworth         | 1'31"266 | N.D.     | N.D.     | 22      |
| 23  | 25 | Lucas Di Grassi    | Virgin-Cosworth      | 1'31"989 | N.D.     | N.D.     | 23      |
| 24  | 20 | Karun Chandhok     | HRT-Cosworth         | 1'32"060 | N.D.     | N.D.     | 24      |

Mark Webber conquista la terza pole di fila (settima su sette gare per la Red Bull), la quinta della carriera. In prima fila c'è Lewis Hamilton, mentre l'altro pilota della Red Bull, Sebastian Vettel, è terzo, limitato da un problema alla barra antirollio dell'ala posteriore. Deludono le Ferrari, con Fernando Alonso che non entra in Q3, in cui entra per la prima volta Petrov.

## Gara

### Resoconto
Al via le due McLaren perdono una posizione rispetto a quella di partenza, forse sfavorite dal partire sul lato "sporco" del tracciato: Sebastian Vettel passa subito Lewis Hamilton così come Michael Schumacher passa Jenson Button. I due piloti inglesi però sono capaci di riprendersi la posizione già nel corso del primo giro di gara. Sébastien Buemi è costretto ad andare subito ai box per una foratura. Il quartetto di testa gira un secondo più veloce e si stacca dal resto del plotone dove Michael Schumacher precede Rosberg, Kubica, Massa, Petrov, Sutil, Kobayashi e Alonso. Lo spagnolo è il primo a effettuare il pit al giro 11, riuscendo a recuperare due posizioni e a entrare in zona punti.
Hamilton pressa per diversi giri il battistrada Mark Webber finché, al giro 15, entrambi decidono di cambiare le gomme. Il pit del britannico dura qualche istante in più tanto che, all'uscita, è sopravanzato dall'altro pilota della Red Bull Vettel, che aveva anticipato il cambio gomme al giro precedente. Ai tre di testa, molto vicini, si aggiunge Jenson Button, formando così un plotone in testa di ben 4 vetture.
Al 40º giro Vettel, pressato anche da Hamilton, tenta il sorpasso sul compagno di squadra Webber alla staccata della curva 12. I due si toccano, con Vettel che danneggia irreparabilmente la vettura e si ritira; danni anche per l'australiano che deve fermarsi ai box per cambiare il musetto della vettura. Ciò dà via libera alle due McLaren, che si ritrovano in testa.
Sette giri più tardi è il turno di Button di tentare di passare Hamilton. Il campione del mondo ottiene la testa della gara dopo un sorpasso sempre alla curva 12. Il primato dura poche curve: Hamilton attacca alla curva 1 e passa nuovamente in testa. Anche in questa caso vi è un contatto tra le due vetture, ma senza conseguenze. Dopo questo spettacolare doppio scambio di posizioni, dal muretto McLaren arriva un chiaro invito a mantenere le posizioni e i due piloti riducono sensibilmente il ritmo. Gli ultimi giri vedono anche dei bei duelli nelle retrovie con Adrian Sutil che passa Kamui Kobayashi e Fernando Alonso che passa Vitalij Petrov. Il russo è costretto a cambiare uno pneumatico forato, ma si consola con il suo primo giro veloce in carriera.

### Risultati
I risultati del gran premio sono i seguenti:
| Pos | Nº | Pilota             | Team                 | Giri | Tempo/Ritiro            | Griglia | Punti |
| --- | -- | ------------------ | -------------------- | ---- | ----------------------- | ------- | ----- |
| 1   | 2  | Lewis Hamilton     | McLaren-Mercedes     | 58   | 1h28'47"620             | 2       | 25    |
| 2   | 1  | Jenson Button      | McLaren-Mercedes     | 58   | +2"645                  | 4       | 18    |
| 3   | 6  | Mark Webber        | RBR-Renault          | 58   | +24"285                 | 1       | 15    |
| 4   | 3  | Michael Schumacher | Mercedes GP          | 58   | +31"110                 | 5       | 12    |
| 5   | 4  | Nico Rosberg       | Mercedes GP          | 58   | +32"266                 | 6       | 10    |
| 6   | 11 | Robert Kubica      | Renault              | 58   | +32"824                 | 7       | 8     |
| 7   | 7  | Felipe Massa       | Ferrari              | 58   | +36"635                 | 8       | 6     |
| 8   | 8  | Fernando Alonso    | Ferrari              | 58   | +46"544                 | 12      | 4     |
| 9   | 14 | Adrian Sutil       | Force India-Mercedes | 58   | +49"029                 | 11      | 2     |
| 10  | 23 | Kamui Kobayashi    | BMW Sauber-Ferrari   | 58   | +1'05"650               | 10      | 1     |
| 11  | 22 | Pedro de la Rosa   | BMW Sauber-Ferrari   | 58   | +1'05"944               | 13      |       |
| 12  | 17 | Jaime Alguersuari  | STR-Ferrari          | 58   | +1'07"800               | 16      |       |
| 13  | 15 | Vitantonio Liuzzi  | Force India-Mercedes | 57   | +1 giro                 | 18      |       |
| 14  | 9  | Rubens Barrichello | Williams-Cosworth    | 57   | +1 giro                 | 15      |       |
| 15  | 12 | Vitalij Petrov     | Renault              | 57   | +1 giro                 | 9       |       |
| 16  | 16 | Sébastien Buemi    | STR-Ferrari          | 57   | +1 giro                 | 14      |       |
| 17  | 10 | Nicolas Hülkenberg | Williams-Cosworth    | 57   | +1 giro                 | 17      |       |
| 18  | 24 | Timo Glock         | Virgin-Cosworth      | 55   | +3 giri                 | 21      |       |
| 19  | 25 | Lucas Di Grassi    | Virgin-Cosworth      | 55   | +3 giri                 | PL      |       |
| 20  | 20 | Karun Chandhok     | HRT-Cosworth         | 52   | Pompa della benzina     | 24      |       |
| Rit | 21 | Bruno Senna        | HRT-Cosworth         | 46   | Pressione della benzina | 22      |       |
| Rit | 5  | Sebastian Vettel   | RBR-Renault          | 39   | Collisione con M.Webber | 3       |       |
| Rit | 19 | Heikki Kovalainen  | Lotus-Cosworth       | 33   | Idraulica               | 20      |       |
| Rit | 18 | Jarno Trulli       | Lotus-Cosworth       | 32   | Idraulica               | 19      |       |

## Classifiche Mondiali

### Piloti
| Pos | Pilota             | Punti |
| --- | ------------------ | ----- |
| 1   | Mark Webber        | 93    |
| 2   | Jenson Button      | 88    |
| 3   | Lewis Hamilton     | 84    |
| 4   | Fernando Alonso    | 79    |
| 5   | Sebastian Vettel   | 78    |
| 6   | Robert Kubica      | 67    |
| 7   | Felipe Massa       | 67    |
| 8   | Nico Rosberg       | 66    |
| 9   | Michael Schumacher | 34    |
| 10  | Adrian Sutil       | 22    |
| 11  | Vitantonio Liuzzi  | 10    |
| 12  | Rubens Barrichello | 7     |
| 13  | Vitalij Petrov     | 6     |
| 14  | Jaime Alguersuari  | 3     |
| 15  | Sébastien Buemi    | 1     |
| 16  | Kamui Kobayashi    | 1     |
| 17  | Nicolas Hülkenberg | 1     |

### Costruttori
| Pos | Team                 | Punti |
| --- | -------------------- | ----- |
| 1   | McLaren-Mercedes     | 172   |
| 2   | RBR-Renault          | 171   |
| 3   | Ferrari              | 146   |
| 4   | Mercedes GP          | 100   |
| 5   | Renault              | 73    |
| 6   | Force India-Mercedes | 32    |
| 7   | Williams-Cosworth    | 8     |
| 8   | STR-Ferrari          | 4     |
| 9   | BMW Sauber-Ferrari   | 1     |